# Богун, Хамфри де, 6-й граф Херефорд
Хамфри (VIII) де Богун (англ. Humphrey de Bohun, 6 декабря 1309 — 15 октября 1361) — 6-й граф Херефорд, 5-й граф Эссекс с 1336, лорд Верховный констебль Англии 1336—1338, 1360—1361, сын Хамфри VII де Богуна, 4-го графа Херефорда и 3-го графа Эссекса, и английской принцессы Елизаветы Рудланской, дочери короля Англии Эдуарда I и Элеоноры Кастильской.

## Биография
Хамфри был третьим сыном Хамфри Бохана и английской принцессы Елизаветы Рудландской.
Хамфри вместе с братьями участвовал в кампании, закончившейся низложением короля Эдуарда II и возведением на английский престол Эдуарда III, а в 1330 году активно участвовал в свержении Роджера Мортимера, 1-го графа Марча, любовника королевы Изабеллы и фактического правителя Англии после свержения Эдуарда II. В 1336 году умер его старший брат Джон, не оставивший детей, после чего Хамфри унаследовал обширные владения в Уилтшире, Эссексе и Валлийской марке, а также наследственный пост констебля Англии. Впрочем, уже 12 июня 1338 года Хамфри передал обязанности констебля своему младшему брату Уильяму, 1-му графу Нортгемптону. Однако обязанности, судя по всему, вернулись к нему после смерти Уильяма в 1360 году.
Несмотря на то, что Хамфри был двоюродным братом короля Эдуарда III, он не играл заметной роли в политической жизни Англии и в источниках появлялся не часто. Хамфри присутствовал на знаменитом балу в Лондоне, который король давал в честь графини Солсбери и на котором, по легенде, она обронила подвязку, после чего был основан Орден Подвязки.
Женат Хамфри никогда не был и детей не имел. Все его владения и титулы были унаследованы его племянником Хамфри, 2-м графом Нортгемптоном, сыном Уильяма, 1-го графа Нортгемптона.
Хамфри является одним из действующих лиц исторического романа Мориса Дрюона «Лилия и Лев» цикла «Проклятые короли».